# Чобановка (Аненій-Нойський район)
Чобановка (рум. Ciobanovca) — село в Аненій-Нойському районі Молдови. Адміністративний центр однойменної комуни, до складу якої також входять села Балмаз, Мірноє та Троїца-Ноуе.

## Населення
За даними перепису населення 2004 року у селі проживали 1072 особи.
Національний склад населення села:
| Національність       | Кількість осіб | Відсоток   |
| -------------------- | -------------- | ---------- |
| молдавани румуни     | 690 1          | 64,4% 0,1% |
| українці             | 212            | 19,8%      |
| росіяни              | 145            | 13,5%      |
| болгари              | 6              | 0,6%       |
| гагаузи              | 2              | 0,2%       |
| євреї                | 1              | 0,1%       |
| інша / без відповіді | 15             | 1,4%       |
| Всього               | 1072           | 100%       |